# Glenea aeolis
Glenea aeolis là một loài bọ cánh cứng trong họ Cerambycidae.